# Соловецкое (Шабалинский район)
Солове́цкое — село в Шабалинском районе Кировской области России. Входит в состав Новотроицкого сельского поселения.

## География
Село находится в западной части Кировской области, в пределах Волжско-Ветлужской равнины, в подзоне южной тайги, на правом берегу реки Паозер, на расстоянии приблизительно 24 км (по прямой) к северо-северо-востоку (NNE) от Ленинского, административного центра района. Абсолютная высота — 135 м над уровнем моря.
Климат
Климат характеризуется как континентальный, с продолжительной холодной снежной зимой и умеренно тёплым коротким летом. Среднегодовая температура — 1,6 °C. Средняя температура воздуха самого холодного месяца (января) составляет −13,8 °C; самого тёплого месяца (июля) — 17,5 °C . Безморозный период длится 89 дней. Годовое количество атмосферных осадков — 721 мм, из которых 454 мм выпадает в тёплый период.
Часовой пояс
Село Соловецкое, как и вся Кировская область, находится в часовой зоне МСК (московское время). Смещение применяемого времени относительно UTC составляет +3:00.

## Население
| 2010 |
| ---- |
| 264  |

Половой состав
По данным Всероссийской переписи населения 2010 года, в гендерной структуре населения мужчины составляли 45,5 %, женщины — соответственно 54,5 %.
Национальный состав
Согласно результатам переписи 2002 года, в национальной структуре населения русские составляли 98 % из 332 чел.